# 三官庙石刻
三官庙石刻，是位于中国山东省泰安市东平县斑鸠店镇斑鸠店村的明清时期石刻，2023年入选泰安市第六批文物保护单位。
三官庙石刻是保存在斑鸠店三官庙中的明清时期石刻。三官庙为明朝时期建筑，由当地人王朗、张佰丁等人出资修建的。